# Luziola fragilis
Luziola fragilis är en gräsart som beskrevs av Jason Richard Swallen. Luziola fragilis ingår i släktet Luziola och familjen gräs. Inga underarter finns listade i Catalogue of Life.